# Doriane Escané
 Doriane Escané, née le 8 janvier 1999 à Perpignan, est une  skieuse alpine française.

## Biographie

### Débuts
Elle est originaire de Font-Romeu dans les Pyrénées.
En 2011, elle devient Championne de France benjamines (moins de 13 ans) de slalom à Auron. L'année suivante en 2012, elle remporte le titre de Championne de France benjamines  de super géant à Alpe d'Huez.
Les deux hivers suivants, elle est blessée aux genoux.
En 2016, elle devient double Championne de France cadettes U18 (moins de 18 ans) de slalom et de slalom géant aux Menuires.

### Saison 2016-2017
Mi-2016, elle intègre l'équipe de France juniors.
Le 15 décembre 2016, elle fait ses débuts en Coupe d'Europe au slalom géant d'Andalo. Elle y marque ses premiers points le 30 janvier 2017 en prenant la 21e place du combiné de Chatel. 
Le 13 février 2017, elle prend la 2e place du slalom géant du Festival Olympique de la Jeunesse Européenne à Erzurum/Palandoken, ainsi que la 3e place de l'épreuve par équipes nationales (avec ses partenaires de l'équipe de France Anouck Errard, Augustin Bianchini et Clément Guillot).
Le 12 mars, elle termine à la 11e place du slalom géant des Championnats du monde juniors de ski alpin (moins de 21 ans) à Are.
Fin mars, elle devient quadruple Championne de France cadettes U18 (moins de 18 ans) : super G, slalom géant et slalom aux Orres, ainsi que combiné à Val Thorens.

### Saison 2017-2018
Elle dispute sa première épreuve de Coupe du Monde le  6 janvier 2018 dans le slalom géant de Kranjska Gora.
En février , aux Championnats du monde juniors à Davos, elle prend la 9e place du slalom géant et la 12e place du Super G.
En mars, elle réalise 2 bons tops-10 en Coupe d'Europe en prenant la 7e place du slalom géant de La Molina, et la 8e de celui de Soldeu.
Le 25 mars, elle termine au pied du podium du slalom géant des Championnats de France Élite, en prenant la 4e place à Châtel. Elle devient Championne de France juniors U21 (moins de 21 ans) dans cette discipline.

### Saison 2018-2019
Elle intègre l’équipe de France B.
En février 2019, à l'âge de 20 ans, elle dispute ses premiers championnats du Monde à Åre en Suède. Au sein de l'équipe de France, elle prend la 5e place de l'épreuve mixte par équipes avec ses partenaires Tessa Worley, Julien Lizeroux et Clément Noël.
Fin février, elle dispute ses 3e championnats du monde juniors à Val di Fassa en Italie. Elle prend la 8e place du slalom géant. Le 22 février, au sein de l'équipe de France, elle devient Championne du Monde Juniors par équipe mixte  avec ses partenaires Marie Lamure, Jérémie Lagier et Augustin Bianchini,. C'est la 1re fois que l'équipe de France remporte cette compétition.

### Saison 2019-2020
Le 15 décembre 2019, elle réalise son premier podium de Coupe d'Europe, en prenant la troisième place du slalom géant d'Andalo,,.
Le 24 février elle obtient un nouveau podium en Coupe d'Europe, en prenant la 2de place du slalom géant de Folgaria, et 3 jours plus tard elle décroche sa 1re victoire en remportant brillamment le slalom géant de Krvavec.
Pour sa 4e participation aux Championnats du monde juniors, à Narvik, elle prend la 8e place du slalom géant.
Sa saison prend fin début mars au cours de ces championnats du monde, avec l’arrêt des compétitions de ski en raison de la pandémie de maladie à coronavirus.
Elle prend la 2de place du classement général de la Coupe d'Europe de slalom  géant, avec un total de 349 points, à un point seulement de la gagnante Sara Rask (Suède). C'est le meilleur classement d'une française dans cette discipline depuis la victoire d'Audrey Peltier en 2004, à égalité avec la 2de place d'Adeline Baud-Mugnier en 2013. Cette seconde place lui offre une place nominative en Coupe du monde de slalom géant pour la saison 2020-2021.

### Saison 2020-2021
Le 16 janvier 2021, à l'occasion de sa 22e épreuve de Coupe du Monde (et son 13e slalom géant) elle marque ses premiers points en Coupe du monde en prenant une remarquable 20e place sur la piste difficile et glacée du premier géant de Kranjska Gora.
En février, elle dispute à Cortina d'Ampezzo ses 2e championnats du monde. Dans le slalom parallèle, elle n'obtient pas sa qualification pour les huitièmes de finale. En slalom géant, elle termine 31ede la première manche et il lui manque une place pour partir en tête de la seconde manche. Elle termine à la 28e place de l'épreuve. Bien partie dans la 1re manche du slalom, elle sort malheureusement avant la fin de la manche.
Le 25 mars elle est sacrée Championne de France de Combiné à Châtel. C'est son premier titre de Championne de France Elite (et même son premier podium dans cette compétition). Le lendemain elle remporte aussi le titre de Championne de France de slalom géant à Saint-Jean-d'Aulps.

### Saison 2021-2022
Sa saison est perturbée par une blessure au genou à la fin du mois de Janvier. Elle réalise néanmoins 3 tops-10 en Coupe d'Europe de slalom et de géant. Aux championnats de France à Auron elle frôle 2 fois le podium en prenant la 4e place du slalom et du combiné. Elle se classe aussi dans le top-10 de chacune des 6 disciplines.

### Saison 2022-2023
Elle fait un excellent début de saison en Coupe d'Europe de slalom géant avec 5 tops-10 en 5 courses dont 2 podiums et une victoire à Mayrhofen. Puis elle enchaîne de bons résultats en slalom et elle remporte son premier succès en coupe d'Europe de slalom dans la première course de Vaujany le 27 janvier 2023. Ç'est la première année où elle marque aussi des points dans les épreuves de vitesse de coupe d'Europe avec notamment une 7e place sur le super G de Sarajevo/Bjelasnica en février. Elle participe ensuite à ses troisièmes championnats du monde à Méribel où elle abandonne dans la seconde manche du slalom. Le 4 mars elle est à nouveau sur un podium de coupe d'Europe en se classant 3e du premier géant de Gällivare. Alors qu'il reste 7 courses de coupe d'Europe à disputer, elle occupe la troisième place du classement général et la seconde place du classement du géant, et est toujours en lice pour remporter ces 2 trophées. Malheureusement le lendemain elle se blesse au genou gauche (rupture du ligament croisé et fissure du ménisque) dans le second géant de Gällivare et met fin à sa saison.

### Saison 2023-2024
De retour de blessure, Doriane Escané entame la saison 2023-2024 titulaire de l'équipe de France A en slalom et slaom géant, équipe orpheline de ses anciennes leaders Tessa Worley et Nastasia Noens. En parallèle elle court en coupe d'Europe où elle réussit un début de saison canon : une troisième place et une victoire en slalom à Valle Aurina en décembre puis un doublé en géant à Sestrières les 8 et 9 janvier. Le 20 janvier 2024, elle se blesse à nouveau le genou (rupture des ligament croisés) lors du slalom géant de Jasna en Slovaquie. On assiste dans la première manche de cette épreuve à une véritable hécatombe avec une neige de mauvaise qualité qui provoque les très graves chutes de Petra Vlhova, Carmen Haro et Doriane Escané qui mettent ce jour fin à leur saison. A cette date, ayant disputé 9 des 17 slaloms et géants de la saison de coupe d'Europe, Doriane Escané est très largement en tête de la coupe d'Europe avec 450 points. Malgré son absence elle va longtemps conserver la tête de cette compétition, et l'aurait certainement remportée car elle termine seulement à 102 points de la gagnante, alors qu'elle n'a pu participer qu'à la moitié des épreuves.

### Saison 2024-2025
A nouveau de retour de blessure, elle renoue avec la victoire en coupe d'Europe, en remportant en janvier 2025 le slalom des Diablerets. En coupe du monde, quatre après ses premiers points marqués en 2021, elle termine à nouveau un géant dans les 30 premières, en prenant en février la 26e place de l'épreuve de Sestrière.  Fin mars, elle prend la 3e du slalom des Jeux mondiaux militaires à Engelberg. Début avril, elle remonte sur le podium d'un championnat de France Elite, en se classant 3e du slalom géant.

## Palmarès

### Championnats du monde
Doriane Escané a participé à trois éditions des Championnats du monde de ski alpin, avec pour meilleur résultat une cinquième place aux parallèles par équipe lors de la première d'entre elles, en 2019 à Åre
| Édition / Épreuve               | Slalom géant | Slalom  | Parallèle                            | Team event |
| Mondiaux 2019 Åre               | -            | -       | -                                    | 5e         |
| Mondiaux 2021 Cortina d'Ampezzo | 28e          | Abandon | Non qualifiée pour les 1/8 de finale | -          |
| Mondiaux 2023 Méribel           | -            | Abandon | -                                    | -          |

### Coupe du monde
Doriane Escané prend son premier départ en Coupe du monde de ski alpin le 6 janvier 2018
- 67 épreuves de Coupe du monde disputées (à fin mars 2025)[36]
- Meilleur classement général : 110e en 2021 avec 11 points[37].
- Meilleur classement de slalom géant : 47e en 2021 avec 11 points[37].
- Meilleur résultat sur une épreuve de coupe du monde de slalom géant : 20e à Kranjska Gora le 16 janvier 2021[38].

#### Classements
| Saison / Épreuve | Saison / Épreuve | Général | Général | Descente | Descente | Super G | Super G | Géant  | Géant  | Slalom | Slalom | Combiné | Combiné |
| ---------------- | ---------------- | ------- | ------- | -------- | -------- | ------- | ------- | ------ | ------ | ------ | ------ | ------- | ------- |
| Saison / Épreuve | Saison / Épreuve | Class.  | Points  | Class.   | Points   | Class.  | Points  | Class. | Points | Class. | Points | Class.  | Points  |
| 2021             | 2021             | 110e    | 11      | -        | -        | -       | -       | 47e    | 11     | -      | -      | -       | -       |
| 2025             | 2025             | 113e    | 5       | -        | -        | -       | -       | 50e    | 5      | -      | -      | -       | -       |

### Championnats du monde juniors
| Épreuve / Édition          | Descente | Super G | Slalom géant | Slalom  | Combiné | Team event |
| Mondiaux 2017 Are          | -        | -       | 11e          | Abandon | -       | 9e         |
| Mondiaux 2018 Davos        | 22e      | 12e     | 9e           | Abandon | 20e     | 9e         |
| Mondiaux 2019 Val di Fassa |          |         | 8e           | 19e     |         | Or         |
| Mondiaux 2020 Narvik       | -        | Abandon | 8e           | annulé  | Abandon | annulée    |

### Jeux mondiaux militaires d'hiver
- 3e du slalom 2025

### Coupe d'Europe
Meilleurs résultats :
- Seconde du classement de slalom géant en 2019-2020[39].
- Meilleur classement général : 7e en 2022-2023 et en 2023-2024[39].
- 12 podiums dont 7 victoires (4 slaloms géants et 3 slaloms) à Krvavec en février 2020, Mayrhofen en novembre 2022, Vaujany en janvier 2023, Valle Aurina en décembre 2023, deux fois Sestrières en janvier 2024 et une fois aux Diablerets en janvier 2025[40].

#### Classements
| Saison / Épreuve | Saison / Épreuve | Général | Général | Descente | Descente | Super G | Super G | Géant  | Géant  | Slalom | Slalom | Combiné | Combiné |
| ---------------- | ---------------- | ------- | ------- | -------- | -------- | ------- | ------- | ------ | ------ | ------ | ------ | ------- | ------- |
| Saison / Épreuve | Saison / Épreuve | Class.  | Points  | Class.   | Points   | Class.  | Points  | Class. | Points | Class. | Points | Class.  | Points  |
| 2017             | 2017             | 147e    | 10      | -        | -        | -       | -       | -      | -      | -      | -      | 42e     | 10      |
| 2018             | 2018             | 59e     | 115     | -        | -        | -       | -       | 19e    | 115    | -      | -      | -       | -       |
| 2019             | 2019             | 73e     | 107     | -        | -        | -       | -       | 27e    | 107    | -      | -      | -       | -       |
| 2020             | 2020             | 13e     | 384     | -        | -        | -       | -       | 2de    | 349    | 44e    | 35     | -       |         |
| 2021             | 2021             | 27e     | 221     | -        | -        | -       | -       | 19e    | 141    | 28e    | 80     | -       | -       |
| 2022             | 2022             | 63e     | 124     | -        | -        | -       | -       | 32e    | 62     | 32e    | 62     | -       | -       |
| 2023             | 2023             | 7e      | 639     | 42e      | 11       | 32e     | 50      | 5e     | 390    | 12e    | 188    | -       | -       |
| 2024             | 2024             | 7e      | 450     | -        | -        | -       | -       | 8e     | 200    | 9e     | 250    | -       | -       |
| 2025             | 2025             | 33e     | 233     | -        | -        | 62e     | 10      | 30e    | 79     | 17e    | 144    | -       | -       |

### Festival Olympique de la Jeunesse Européenne
| Épreuve / Édition            | Slalom géant | Slalom  | Team event |
| FOJE 2017 Erzurum/Palandoken | Argent       | Abandon | Bronze     |

### Championnats de France

#### Élite
Doriane Escané compte deux titres de championne de France, obtenus en 2021 en combiné et en géant,.
| Édition / Epreuve                                        | Descente | Super-G | Slalom géant | Slalom  | Super combiné | Parallèle |
| -------------------------------------------------------- | -------- | ------- | ------------ | ------- | ------------- | --------- |
| Championnats 2016 Les Menuires                           | 27e      | 16e     | -            | -       | -             | -         |
| Championnats 2017 Val Thorens/Lélex/Tignes               | -        | 15e     | 6e           | Abandon | 6e            | -         |
| Championnats 2018 Châtel                                 | -        | 7e      | 4e           | 8e      | -             | -         |
| Championnats 2019 Auron                                  | -        | 7e      | 12e          | -       | -             | -         |
| Championnats 2020 Val Thorens                            | annulée  | annulé  | annulé       | annulé  | annulé        | -         |
| Championnats 2021 Châtel / Saint-Jean-d'Aulps / Les Gets | 7e       | 7e      | Or           | 10e     | Or            | -         |
| Championnats 2022 Auron                                  | 9e       | 10e     | 7e           | 4e      | 4e            | 9e        |
| Championnats 2025 Méribel                                | 5e       | 7e      | Bronze       | Abandon | -             | -         |

#### Jeunes
9 titres de Championne de France

##### Juniors U21 (moins de 21 ans)
2019 :
- 3e des Championnats de France de super G à Auron

2018 :
- Championne de France de slalom géant à Châtel

2017 :
- 3e des Championnats de France de slalom géant à Lélex
- 3e des Championnats de Franc du combiné à Val Thorens

##### Cadettes U18 (moins de 18 ans)
2017 :
- Championne de France de super G aux Orres
- Championne de France de slalom géant aux Orres
- Championne de France de slalom aux Orres
- Championne de France de combiné à Val Thorens

2016 :
- Championne de France de slalom géant aux Menuires
- Championne de France de slalom aux Menuires
- 3e des Championnats de France de super G aux Menuires

##### Benjamines (moins de 13 ans)
2012 :
- Championne de France de super G à l'Alpe d'Huez

2011 :
- Championne de France de slalom à Auron